# Assembleia Republicana da República Popular de Lugansk

Brasão de armas da República Popular de Lugansk

Assembleia Republicana ou Conselho Popular da República Popular de Lugansk (em russo:  Народный Совет Луганской Народной Республики) (anteriormente Assembleia Republicana ou Conselho Supremo) - de acordo com a constituição da República Popular de Lugansk, o parlamento da RPL, o representante e único órgão legislativo do poder estatal no país. Como o próprio Estado, o Conselho do Povo não é reconhecido por muitos Estados membros da ONU como uma autoridade legítima em qualquer nível.